# Artur Rother
Artur Rother (* 12. Oktober 1885 in Stettin; † 22. September 1972 in Aschau im Chiemgau) war ein deutscher Dirigent und Generalmusikdirektor.

## Leben und Wirken
Als Sohn des Stettiner Organisten und Musiklehrers Paul Rother besuchte er ein Gymnasium in seiner Heimatstadt Stettin und erhielt von seinem Vater ersten Unterricht in Klavier, Orgel und Komposition. Später studierte Rother unter anderem bei Hugo Kaun in Berlin. Ab 1906 war er Solorepetitor, Chorleiter und 1. Kapellmeister in Wiesbaden und von 1907 bis 1914 Assistent bei den Bayreuther Festspielen. Von 1927 bis 1934 war er Generalmusikdirektor (GMD) in Dessau. Nach der „Machtergreifung“ der Nationalsozialisten trat er nach eigener Angabe 1933 dem  „Opferring der NSDAP“ bei.
Ab 1934 war Rother Dirigent am Deutschen Opernhaus Berlin, wo er am 30. Januar 1937 von Adolf Hitler zum Generalmusikdirektor ernannt wurde. 1941 bearbeitete er Mozarts Oper Idomeneo und brachte die Neufassung, die von Hans Joachim Moser überprüft worden war, 1942 zur Erstaufführung. Nach seiner Ablösung durch Hans Schmidt-Isserstedt war Rother ab 1943/44 bis 1958 Gastdirigent im Ausweichquartier des 1943 zerbombten Opernhauses. Zusätzlich wurde er 1943 Leiter des großen Rundfunkorchesters.
Nach dem Ende des Zweiten Weltkriegs war er von 1946 bis 1949 Chefdirigent des Berliner Rundfunk-Sinfonieorchesters. Anschließend war er Gastdirigent beim RIAS-Sinfonieorchester und an der Städtischen Oper Berlin.
Zwischen 1935 und 1964 dirigierte Rother 41 Konzerte der Berliner Philharmoniker, darunter auch in Paris und Spanien.
Seine Grabstätte befindet sich auf dem Friedhof in Aschau im Chiemgau.

## Ehrungen
- 1952: Berliner Kunstpreis
- 1953: Bundesverdienstkreuz
- 1955: Großes Bundesverdienstkreuz
- 1965: Ehrenmitglied der Deutschen Oper Berlin

## Diskografie (Auswahl)
- Georges Bizet: Die Perlenfischer – in deutscher Sprache – Besetzung: Rita Streich (Leila), Jean Löhe (Nadir), Dietrich Fischer-Dieskau (Zurga), Wilhelm Lang (Nourabad), RIAS-Kammerchor, RIAS-Sinfonieorchester, Artur Rother (Dirigent). Aufgenommen in Berlin (November 1950). (Walhall)
- Jacques Offenbach: Hoffmanns Erzählungen – in deutscher Sprache – Besetzung: Rita Streich (Olympia), Erna Berger (Antonia), Jaro Prohaska (Mirakel), Peter Anders (Hoffmann), Berliner Rundfunk-Sinfonie-Orchester, Artur Rother (Dirigent) Erschienen bei edel CLASSICS (Eterna)